# Gana nos Jogos Olímpicos
Gana participou pela primeira vez dos Jogos Olímpicos em 1952, quando era conhecia pelo nome colonial de Costa do Ouro. O país enviou atletas para competirem na maioria dos Jogos Olímpicos de Verão desde então, não disputando os Jogos de 1956, boicotando os Jogos de 1976 em protesto à participação da Nova Zelândia (que ainda tinha ligações esportivas com a África do Sul do apartheid), e aderindo ao boicote norte-americano aos Jogos de 1980. Gana fez sua estreia nos Jogos Olímpicos de Inverno em 2010, em Vancouver.
Atletas ganeses ganharam um total de 5 medalhas olímpicas, quatro no Boxe, e uma medalha de bronze pelo time nacional de futebol de Gana em 1992.
O Comitê Olímpico Nacional de Gana foi criado em 1952 e reconhecido pelo COI no mesmo ano.

## Jogos Olímpicos de Verão

### Quadro de medalhas
| Jogos                 | Número de atletas | Ouro           | Prata          | Bronze         | Total          | Classificação geral |                |
| 1896 Atenas           | não participou    | não participou | não participou | não participou | não participou | não participou      | não participou |
| 1900 Paris            | não participou    | não participou | não participou | não participou | não participou | não participou      | não participou |
| 1904 St. Louis        | não participou    | não participou | não participou | não participou | não participou | não participou      | não participou |
| 1908 Londres          | não participou    | não participou | não participou | não participou | não participou | não participou      | não participou |
| 1912 Estocolmo        | não participou    | não participou | não participou | não participou | não participou | não participou      | não participou |
| 1920 Antuérpia        | não participou    | não participou | não participou | não participou | não participou | não participou      | não participou |
| 1924 Paris            | não participou    | não participou | não participou | não participou | não participou | não participou      | não participou |
| 1928 Amsterdã         | não participou    | não participou | não participou | não participou | não participou | não participou      | não participou |
| 1932 Los Angeles      | não participou    | não participou | não participou | não participou | não participou | não participou      | não participou |
| 1936 Berlim           | não participou    | não participou | não participou | não participou | não participou | não participou      | não participou |
| 1948 Londres          | não participou    | não participou | não participou | não participou | não participou | não participou      | não participou |
| 1952 Helsinque        | 7                 | 0              | 0              | 0              | 0              | –                   |                |
| 1956 Melbourne        | não participou    | não participou | não participou | não participou | não participou | não participou      | não participou |
| 1960 Roma             | 19                | 0              | 1              | 0              | 1              | 32º                 |                |
| 1964 Tóquio           | 33                | 0              | 0              | 1              | 1              | 35º                 |                |
| 1968 Cidade do México | 31                | 0              | 0              | 0              | 0              | –                   |                |
| 1972 Munique          | 35                | 0              | 0              | 1              | 1              | 43º                 |                |
| 1976 Montreal         | não participou    | não participou | não participou | não participou | não participou | não participou      | não participou |
| 1980 Moscou           | não participou    | não participou | não participou | não participou | não participou | não participou      | não participou |
| 1984 Los Angeles      | 21                | 0              | 0              | 0              | 0              | –                   |                |
| 1988 Seul             | 16                | 0              | 0              | 0              | 0              | –                   |                |
| 1992 Barcelona        | 34                | 0              | 0              | 1              | 1              | 54º                 |                |
| 1996 Atlanta          | 35                | 0              | 0              | 0              | 0              | –                   |                |
| 2000 Sydney           | 22                | 0              | 0              | 0              | 0              | –                   |                |
| 2004 Atenas           | 26                | 0              | 0              | 0              | 0              | –                   |                |
| 2008 Pequim           | 9                 | 0              | 0              | 0              | 0              | –                   |                |
| 2012 Londres          | 6                 | 0              | 0              | 0              | 0              | –                   |                |
| 2016 Rio de Janeiro   | 14                | 0              | 0              | 0              | 0              | –                   |                |
| 2020 Tóquio           | 14                | 0              | 0              | 1              | 1              | 86º                 |                |
| 2024 Paris            | 8                 | 0              | 0              | 0              | 0              | –                   |                |
| Total                 | 303               | 0              | 1              | 3              | 4              |                     |                |

### Medalhas por esporte
| Esporte | Ouro | Prata | Bronze | Total |
| Boxe    | 0    | 1     | 3      | 4     |
| Futebol | 0    | 0     | 1      | 1     |
| Total   | 0    | 1     | 4      | 5     |

### Lista de medalhas
| Medalha | Atleta | Jogos          | Esporte | Categoria                           |
| ------- | --- | -------------- | ------- | ----------------------------------- |
| prata   | Clement Quartey | 1960 Roma      | Boxe    | Masculino - peso meio-médio-ligeiro |
| bronze  | Eddie Blay | 1964 Tóquio    | Boxe    | Masculino - peso meio-médio-ligeiro |
| bronze  | Prince Amartey | 1972 Munique   | Boxe    | Masculino - peso médio              |
| bronze  | Bernard Aryee Frank Amankwah Ibrahim Dossey Isaac Asare Joachin Yaw Acheampong Kwame Ayew Mohammed Gargo Nii Lamptey Sammi Adjei Samuel Kumah Shamo Quaye Simon Addo Yaw Preko | 1992 Barcelona | Futebol | Masculino - equipe                  |
| bronze  | Samuel Takyi | 2020 Tóquio    | Boxe    | Masculino - peso pena               |

## Jogos Olímpicos de Inverno

### Quadro de medalhas
| Jogos                       | Número de atletas | Ouro           | Prata          | Bronze         | Total          | Classificação geral |                |
| 1924 Chamonix               | não participou    | não participou | não participou | não participou | não participou | não participou      | não participou |
| 1928 Saint-Moritz           | não participou    | não participou | não participou | não participou | não participou | não participou      | não participou |
| 1932 Lake Placid            | não participou    | não participou | não participou | não participou | não participou | não participou      | não participou |
| 1936 Garmisch-Partenkirchen | não participou    | não participou | não participou | não participou | não participou | não participou      | não participou |
| 1948 Saint-Moritz           | não participou    | não participou | não participou | não participou | não participou | não participou      | não participou |
| 1952 Oslo                   | não participou    | não participou | não participou | não participou | não participou | não participou      | não participou |
| 1956 Cortina d'Ampezzo      | não participou    | não participou | não participou | não participou | não participou | não participou      | não participou |
| 1960 Squaw Valley           | não participou    | não participou | não participou | não participou | não participou | não participou      | não participou |
| 1964 Innsbruck              | não participou    | não participou | não participou | não participou | não participou | não participou      | não participou |
| 1968 Grenoble               | não participou    | não participou | não participou | não participou | não participou | não participou      | não participou |
| 1972 Sapporo                | não participou    | não participou | não participou | não participou | não participou | não participou      | não participou |
| 1976 Innsbruck              | não participou    | não participou | não participou | não participou | não participou | não participou      | não participou |
| 1980 Lake Placid            | não participou    | não participou | não participou | não participou | não participou | não participou      | não participou |
| 1984 Sarajevo               | não participou    | não participou | não participou | não participou | não participou | não participou      | não participou |
| 1988 Calgary                | não participou    | não participou | não participou | não participou | não participou | não participou      | não participou |
| 1992 Albertville            | não participou    | não participou | não participou | não participou | não participou | não participou      | não participou |
| 1994 Lillehammer            | não participou    | não participou | não participou | não participou | não participou | não participou      | não participou |
| 1998 Nagano                 | não participou    | não participou | não participou | não participou | não participou | não participou      | não participou |
| 2002 Salt Lake City         | não participou    | não participou | não participou | não participou | não participou | não participou      | não participou |
| 2006 Turim                  | não participou    | não participou | não participou | não participou | não participou | não participou      | não participou |
| 2010 Vancouver              | 1                 | 0              | 0              | 0              | 0              | –                   |                |
| 2014 Sóchi                  | não participou    | não participou | não participou | não participou | não participou | não participou      | não participou |
| Total                       | 1                 | 0              | 0              | 0              | 0              |                     |                |